# Campeonato Piauiense de Futebol Feminino de 2023
O Campeonato Piauiense Feminino de 2023 foi a décima quarta edição desta competição futebolística da modalidade feminina organizada pela Federação de Futebol do Piauí (FFP).
Foi disputada por cinco equipes entre os dias 18 de novembro e 9 de dezembro. A decisão, desta vez, foi protagonizada por Abelhas Rainhas e Tiradentes. No confronto decisivo, o Tiradentes venceu por 4–3 nos pênaltis após um empate por 3–3 no tempo normal. Também conquistou seu décimo título e garantiu uma vaga na Série A3 do Brasileirão de 2024.

## Participantes e regulamento
O regulamento do Campeonato Piauiense Feminino consistiu em duas fases: na primeira, as quatro agremiações participantes se enfrentaram em pontos corridos em turno único. Após as cinco rodadas, os dois primeiros colocados se classificaram para a decisão. Esta também seria disputada em partida única. Os cinco participantes foram:
| Equipe          | Cidade            | Títulos                                                    |
| --------------- | ----------------- | ---------------------------------------------------------- |
| Abelhas Rainhas | Picos             | 1 (2014)                                                   |
| Liga São João   | São João do Piauí | —                                                          |
| Piauí           | Teresina          | —                                                          |
| Skill Red       | Teresina          | —                                                          |
| Tiradentes-PI   | Teresina          | 9 (2008, 2009, 2010, 2012, 2015, 2017, 2018 e 2019 e 2022) |

## Resultados

### Primeira fase
| Pos | Equipe                             | Pts | J | V | E | D | GP | GC | SG  | Classificado |     | ABR | TIR | SKR | LSJ | PIA |
| --- | ---------------------------------- | --- | - | - | - | - | -- | -- | --- | ------------ | --- | --- | --- | --- | --- | --- |
| 1   | Abelhas Rainhas                    | 12  | 4 | 4 | 0 | 0 | 16 | 6  | +10 | Final        |     | —   | 4–3 | 5–1 | –   | –   |
| 2   | Tiradentes-PI                      | 7   | 4 | 2 | 1 | 1 | 14 | 6  | +8  | Final        |     | –   | —   | –   | 2–2 | –   |
| 3   | Skill Red                          | 4   | 4 | 1 | 1 | 2 | 7  | 9  | −2  |              |     | –   | 0–2 | —   | –   | –   |
| 4   | Predefinição:Futebol Liga São João | 4   | 4 | 1 | 1 | 2 | 5  | 11 | −6  |              | 0–3 | –   | 1–5 | —   | 2–1 |     |
| 5   | Piauí                              | 1   | 4 | 0 | 1 | 3 | 4  | 14 | −10 |              | 2–4 | 0–7 | 1–1 | –   | —   |     |

### Final
| 9 de dezembro | Abelhas Rainhas                      | 3 – 3  | Tiradentes-PI                | Lindolfo Monteiro, Teresina    |
| 17h00min      | Lenynha 19' · Keli 90' · Carla 90+3' | Súmula | Yasmin 69', 88' · Eliene 80' | Árbitro: Edimar da Silva Leite |

|  |       | Penalidades |
|  | 3 − 4 |             |